# Ducado do Palatinado-Neumarkt
O Ducado do Palatinado-Neumarkt (em alemão:  Hertzogtum Pfalz-Neumarkt), ou simplesmente Palatinado-Neumarkt (Pfalz-Neumarkt), foi um estado do Sacro Império Romano-Germânico, que existiu em dois momentos diferentes da história: no período de 1410–1448 e num segundo período 1524–1558.
O estado situava-se no Alto Palatinado bávaro, no atual distrito de Neumarkt, e não no Palatinado Renano. A sua capital era Neumarkt in der Oberpfalz e era governado por membros da Dinastia de Wittelsbach.

## História
O Palatinado-Neumarkt existiu, enquanto estado autónomo no seio do Sacro-Império, em dois períodos:

### Palatinado-Neumarkt (1410–1448)
Quando o Príncipe Eleitor Roberto do Palatinado (que foi também Rei da Germânia) morre em 1410, os seus estados são partilhados pelos seus quatro filhos varões:
- Luís III recebeu a parte mais importante do Platinado e a dignidade eleitoral;
- João recebeu os territórios em redor de Neumarkt;
- Estêvão recebeu os territórios em redor de Simmern e Zweibrücken; e
- Otão recebeu os territórios em redor de Mosbach.

Assim, João foi o primeiro soberano do Palatinado-Neumarkt, estado que prosperou durante o seu governo. Casou com Catarina da Pomerânia-Stolp.
Desse casamento nasceu Cristóvão, conhecido por Cristovão da Baviera, que foi um dos monarcas da União de Kalmar, sendo rei da Dinamarca, da Suécia e da Noruega.
Cristovão morreu em 1448 e, nessa data, o Palatinado-Neumarkt é dissolvido e integrado no estado dum dos seu tios paternos, Otão I do Palatinado-Mosbach, linha que passou a ser conhecida por Palatinado-Mosbach-Neumarkt.

### Palatinado-Neumarkt (1524–1558)
Em 1524, um novo apanágio foi criado para Wolfgang, filho mais novo do Eleitor do Palatinado Filipe. Com a morte de Wolfgang, em 1558, o território foi reintegrado no Eleitorado do Palatinado.

## Árvore Genealógica
```
 
(em construção)
```

## Soberanos do Palatinado-Neumarkt

### Título

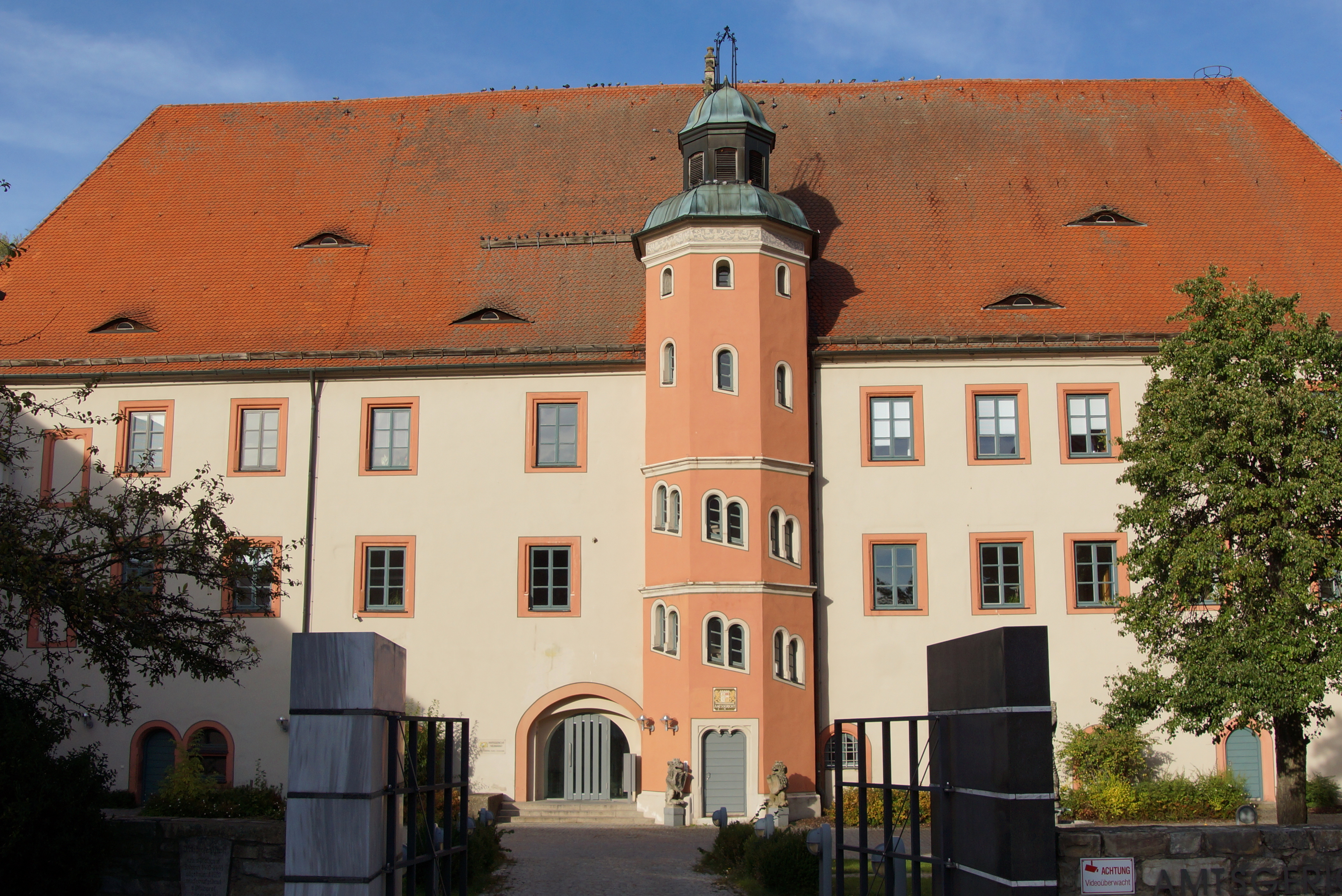
Castelo de Neumarkt.

O título dos soberanos era Conde palatino no Reno e Duque de Neumarkt (em alemão:  Pfalzgraf bei Rhein und Herzog von Neumarkt). Na sua qualidade de membros de um ramo colateral da família do Príncipe-Eleitor do Palatinado, os soberanos usavam o título Conde Palatino (no Reno).

### Lista de Duques
1ª Criação
- João I, 1410–1443
- Cristóvão, 1443-1448
  - incorporado no Palatinado-Mosbach

2ª Criação
- Wolfgang, 1524–1558
  - reinregrado no Eleitorado do Palatinado.